# ブラザー・トラップ
『ブラザー・トラップ』は、日向きょうによる日本の漫画作品。LINEマンガ内『ジーンLINE』（KADOKAWA）にて、2018年6月21日から2022年3月17日まで連載された。2022年12月22日から2023年3月9日まで番外編が連載。
2023年1月より、TBSテレビの「ドラマストリーム」枠でテレビドラマ化。

## あらすじ
大学の飲み会で口数の少ない年下男子・成瀬和泉と出会った立花あかり。彼女は元カレが原因で新しい恋をできずにいたが、和泉との交際は順調だった。しかし、順風満帆に思えた2人だったが、その後、雲行きが怪しくなる。

## 登場人物
立花あかり（たちばな あかり）
主人公。大学生。

成瀬和泉（なるせ いずみ）
大和の弟。

成瀬大和（なるせ やまと）
あかりの元彼。和泉の兄。

## 書誌情報
- 日向きょう 『ブラザー・トラップ』 KADOKAWA〈ジーンLINEコミックス〉、全10巻[6]
  1. 2018年12月15日発売、ISBN 978-4-04-065335-8
  2. 2019年5月15日発売、ISBN 978-4-04-065697-7
  3. 2019年9月14日発売、ISBN 978-4-04-064036-5
  4. 2020年2月15日発売、ISBN 978-4-04-064455-4
  5. 2020年11月13日発売、ISBN 978-4-04-680043-5
  6. 2020年11月13日発売、ISBN 978-4-04-680042-8
  7. 2021年4月15日発売、ISBN 978-4-04-680275-0
  8. 2021年10月15日発売、ISBN 978-4-04-680632-1
  9. 2022年3月15日発売、ISBN 978-4-04-681032-8
  10. 2023年1月14日発売、ISBN 978-4-04-681978-9

## テレビドラマ
2023年1月25日（24日深夜）から3月22日（21日深夜）まで、TBSテレビの「ドラマストリーム」枠で放送された。主演は久間田琳加。

### キャスト
立花あかり
演 - 久間田琳加
成瀬和泉
演 - 山中柔太朗
成瀬大和
演 - 塩野瑛久
藤宮遥
演 - 工藤遥
駒井瑛太
演 - 若林時英
三宅絵里子
演 - 渡邉美穂
コータ
演 - 齋藤璃佑
神野恭子
演 - 榊原有那
篠原美紀
演 - 石井礼美
成瀬由紀
演 - NANA（MAX）（第3話 - ）

#### ゲスト

##### 第2話
水川黎
演 - 島崎遥香

### スタッフ
- 原作 - 日向きょう『ブラザー・トラップ』（ジーンLINE コミックス / KADOKAWA刊）
- 脚本 - おかざきさとこ
- オープニングテーマ - Misty Tone feat.石野理子「ひとひら」[12]
- 挿入歌 - Misty Tone feat.石野理子「ぬくもり」[12]
- エンディングテーマ - さゆべえ「マイラブ」[13]
- 演出 - 坂上卓哉、尾本克宏、府川亮介
- プロデューサー - 阿部愛沙美
- 配信プロデューサー - 大原拓真、今井夏木
- 制作プロダクション - TBSスパークル
- 製作 - 『ブラザー・トラップ』製作委員会

### 放送日程
| 各話  | 放送日  | サブタイトル               | 演出     |
| ----- | ------- | -------------------------- | -------- |
| Trap1 | 1月25日 | 出会ってしまった特別な人   | 坂上卓哉 |
| Trap2 | 2月01日 | 再会、あの頃と変わらない人 | 坂上卓哉 |
| Trap3 | 2月08日 | 想いを伝えるチケット       | 尾本克宏 |
| Trap4 | 2月15日 | 素直な自分                 | 坂上卓哉 |
| Trap5 | 2月22日 | 言えなかった想い…          | 坂上卓哉 |
| Trap6 | 3月01日 | 僕と君の約束               | 坂上卓哉 |
| Trap7 | 3月08日 | 知りたくなかった過去       | 府川亮介 |
| Trap8 | 3月15日 | 前に進む勇気               | 府川亮介 |
| Last  | 3月22日 | わたしを変えてくれたひと   | 坂上卓哉 |

### 放送局
| 放送期間                | 放送時間                     | 放送局            | 対象地域   | 備考   |
| ----------------------- | ---------------------------- | ----------------- | ---------- | ------ |
| 2022年1月25日 - 3月22日 | 水曜 0:58 - 1:28（火曜深夜） | TBSテレビ         | 関東広域圏 | 製作局 |
| 2023年4月14日 - 6月16日 | 金曜 1:28 - 1:58（木曜深夜） | RKB毎日放送       | 福岡県     |        |
| 2024年10月6日 -         | 日曜 1:58 - 2:28（土曜深夜） | 北海道放送（HBC） | 北海道     |        |

### 配信
- 同年1月17日より、Paravi、U-NEXTにて毎週火曜日の12時に1週間先行配信[5]。
- 初回放送終了後、TVer、TBS FREE、GYAO!、Yahoo!にて見逃し配信[5]。

| TBS ドラマストリーム                                              | TBS ドラマストリーム                           | TBS ドラマストリーム                             |
| 前番組                                                            | 番組名                                         | 次番組                                           |
| ----------------------------------------------------------------- | ---------------------------------------------- | ------------------------------------------------ |
| 私のシてくれないフェロモン彼氏 （2022年11月16日 - 2023年1月18日） | ブラザー・トラップ （2023年1月25日 - 3月22日） | 私がヒモを飼うなんて （2023年3月29日 - 5月17日） |